# Shao Ting
Shao Ting (xinès simplificat: 邵婷, pinyin: Shào Tíng; Shanghai, 10 de desembre de 1989) és una jugadora de bàsquet xinesa del Beijing Great Wall i de selecció nacional xinesa, que va representar al Campionat del Món FIBA 2014. Després de jugar a la Xina, Ting va ser fitxada com a agent lliure pels Lynx el 2017.
Actualment està cursant un doctorat en Filosofia en educació a la Universitat Normal de Beijing.